# Першотравенский сельский совет (Апостоловский район)
Першотравенский сельский совет (укр. Першотравенська сільська рада) — входит в состав
Апостоловского района
Днепропетровской области
Украины.
Административный центр сельского совета находится в 
с. Перше Травня.

## Населённые пункты совета
- с. Казацкий Кут
- с. Запорожское
- с. Новая Сечь
- с. Новосемёновка